# Мартен (Болгарія)
Ма́ртен (болг. Мартен) — місто в Русенській області Болгарії. Входить до складу общини Русе.

## Населення
За даними перепису населення 2011 року у місті проживали 3662 особи.
Національний склад населення міста:
| Національність   | Кількість осіб | Відсоток |
| ---------------- | -------------- | -------- |
| болгари          | 3322           | 95,5 %   |
| турки            | 108            | 3,1 %    |
| цигани           | 32             | 0,9 %    |
| інша             | 10             | 0,3 %    |
| не визначились   | 8              | 0,2 %    |
| Всього відповіли | 3480           |          |

Розподіл населення за віком у 2011 році:
Динаміка населення: